# Mohamed Abdennour
Ptit Moh, cuyo nombre real es Mohamed Abdennour, es un compositor, arreglista e instrumentista argelino, activo en Francia e intérprete de una fusión de diferentes formas musicales mezcladas con chaâbi. Ha sido llamado un virtuoso en el mandole argelino o mondol, "uno de los más dotados en este instrumento muy presente en la música Châabi". En Francia ha trabajado con otros artistas, entre ellos, proporcionando la música de fondo o participando en sus bandas, así como con la organización de la música para cine y teatro. Las bandas que ha tocado han hecho una mezcla de música, incluyendo rap, ragga, reggae, jazz y raï. Además de mostrar lo que el mondol puede hacer, también ha mostrado la capacidad de otros instrumentos de cuerda utilizados en el Norte de África, incluyendo el banjo, oud, mandolina, sintir, guitarra y la tortuga laúd.

## Biografía
Abdennour comenzó a tocar instrumentos de cuerda a la edad de 8 años, incluyendo la mandolina, mandole, banjo y guitarra. Conoció a Amar Ezzahi, uno de los maestros argelinos de chaâbi en 1983, con sólo 17 años de edad. Dos años más tarde, comenzó a trabajar con él, tocando el banjo. Trabajar con tal experimentado músico le dio conocimiento y experiencia y refinó su técnica. Fue durante sus estudios con Ezzahi que comenzó a perfeccionar su técnica con el mandole. Se fue a París, en 1994, durante un período llamado la "Década Negra", cuando Ezzahi decidió no cantar.
Ptit Moh continuó su camino en la música en París, interpretando música oriental u occidental para bodas y fiestas, Tocó con Alabina, Chico y los Gitanos e Idir para el álbum Identités, con Safy Boutella y participó en la música de películas.
Amazigh Kateb le pidió unirse a la banda de Gnawa Diffusion, en 1999 para el álbum Bab El Oued Kingston, en Grenoble, al sureste de Francia, creando una mezcla de rap, ragga, reggae, jazz, raï. También participó en el  álbum de Desert Rebel, "Desert Rebel", en el 2006. Continuó tocando con Gnawa Diffusion, hasta que se disolvieron en 2007, pero se unió nuevamente con el vocalista, Amazigh Kateb en su álbum en solitario Marché noir. Todavía continuaba tocando con Kateb en 2015 en un trío en el que también se incluía Karim Ziad durante un festival de jazz, en Shenzhen, China.
Después de la desintegración de Gnawa Diffusion, se inspiró en sus años de experiencia musical y comenzó un proyecto en solitario, llamado "Ptit Moh Project". La música que creó en el proyecto, es una mezcla de jazz, música del mundo y chaâbi.
Tocó el mandol y la guitarra en la obra teatral "Renayates", protagonizada por Houria Aïchi en la primavera de 2015. Él se unió al álbum de Malya de Saadi, "Ya Bhar", en 2013. Ptit Moh también ha trabajado en el último álbum de Idir, publicado en abril de 2017.
En 2014, tocó junto al músico flamenco, Juan Carmona, en el Ibn Zeydoun hall en Argel y en la Cité de la Musique en Marsella. Ésta colaboración se ha prolongado mezclando la música chaâbi y flamenca.
Como compositor ha creado música para Medina, Gnawa Diffusion, y Chico y los Gitanos.
Es el director artístico de la Orquesta el Gusto.

## Discografía
Mohamed Abdennour aparece en una variedad de álbumes como parte del fondo musical o como parte de la banda.
- 1999: Sahara (Alabína)[14]
- 1999: Identités, (Idir)[14][15]
- 1999: Bab El Oued Kingston, (Gnawa Diffusion)[16]
- 2002: Uni-Vers-Elles, (Djur Djura)[14][17]
- 2002:	Guerouabi el Hachemi (Guerouabi El Hachemi)[18][14]
- 2002: DZ Live, (Gnawa Diffusion)[14][19]
- 2003: Souk System, (Gnawa Diffusion) OCLC 871875939[20]
- 2006: Fucking Cowboys, (Gnawa Diffusion)[21]
- 2006: Desert Rebel, (Desert Rebel)[22]
- 2007: Ishumars Les Rockers Oubliés Du Désert, (Desert Rebel)[23]
- 2009: Marchez noir, (Amazigh Kateb)[24]
- 2011:	Des Racines Et Des Chants (Nassima)[14]
- 2015: Dark En Ciel, (Sarah Riani)[25]